# Boîte à ranger shaker
Pour les articles homonymes, voir Boîte.

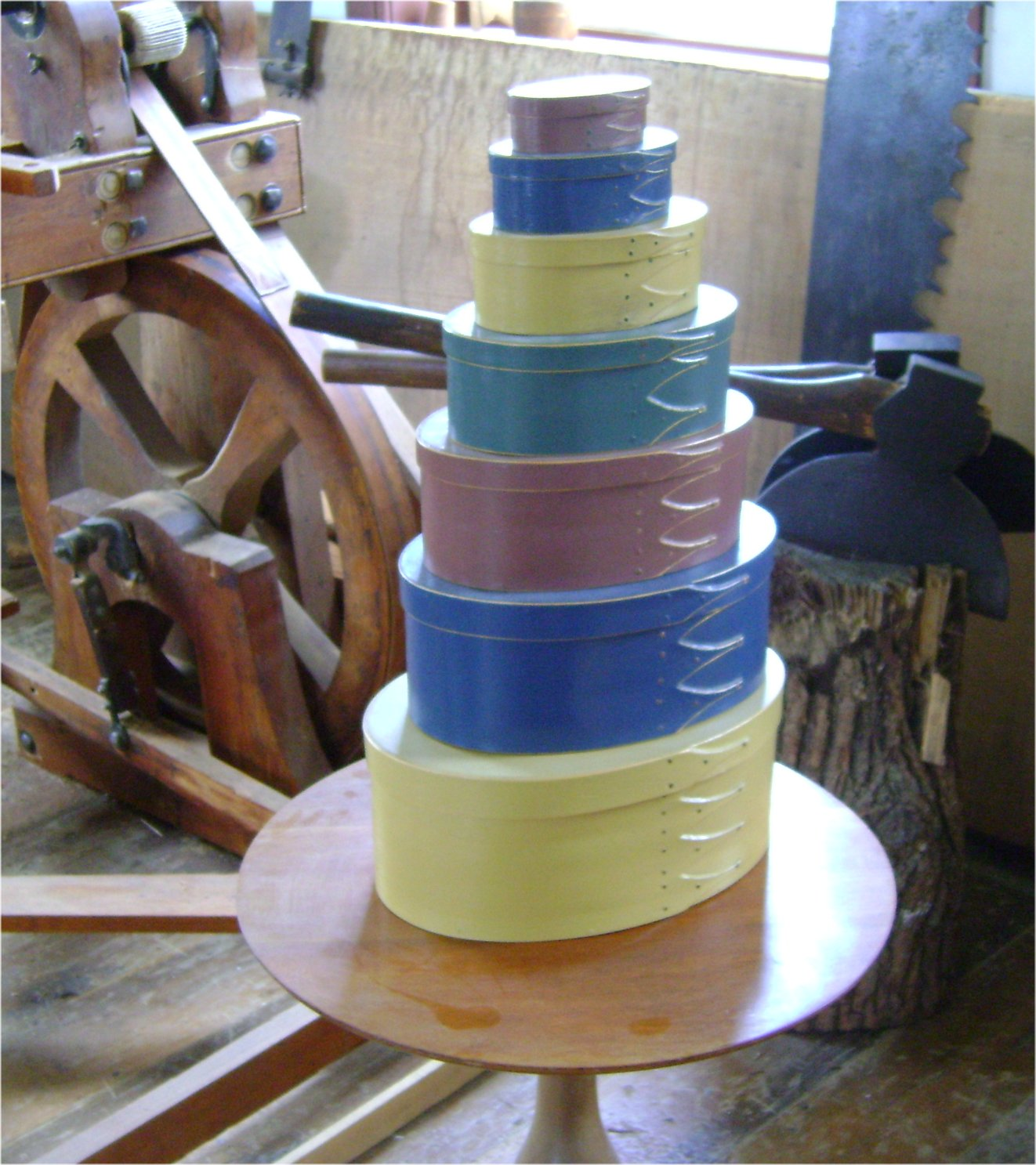
Tour de boîtes shaker

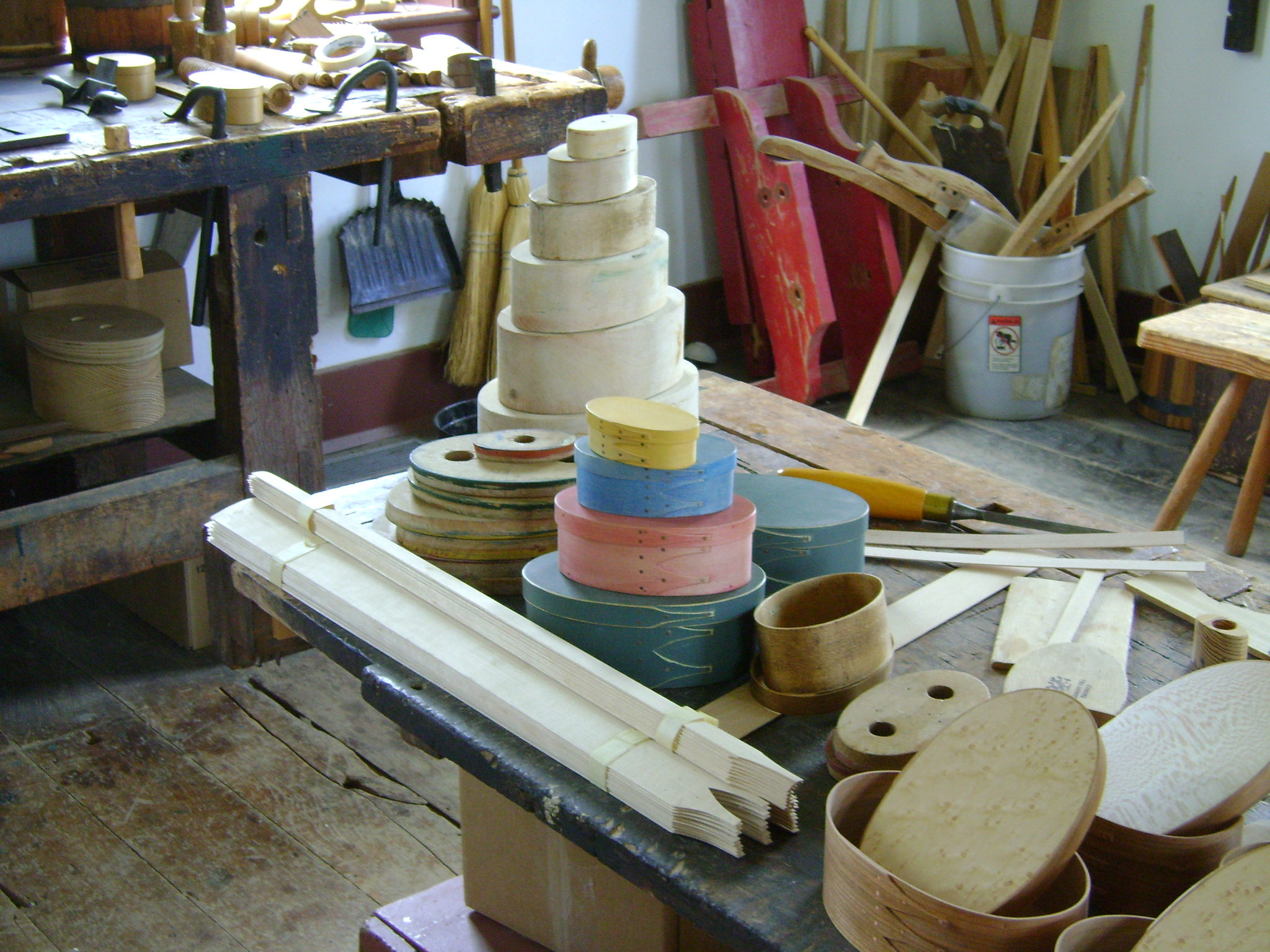
Gabarits à boîtes shaker

La boîte à ranger shaker est un coffre rond en bois cintré fabriqué à la main. Ces boîtes sont associées à la vie populaire shaker parce qu'elles expriment l'utilité et l'uniformité, valorisées dans la culture shaker.

## Description
La boîte en bois cintré était à l'origine une boîte de travail pour le stockage d'objets secs, mais aujourd'hui, elle est davantage utilisée comme objet de décoration. Les Shakers utilisaient à l'origine les boîtes pour stocker les ingrédients de cuisine, les petits articles et les pièces pour le magasin. Elles se rangeaient facilement, car la plus petite pouvait être placée dans un plus grand vide, à la manière des poupées russes Matryoshka ; de nombreuses petites boîtes pouvaient être stockées dans l'espace de la plus grande. L'idée d'acheter un ensemble complet de sept ou huit boîtes de tailles graduées était un luxe hors de portée pour la plupart des ménages du XIXe siècle, chaque taille coûtant environ une journée de salaire, et les plus grandes davantage encore.
Les boîtes étaient attrayantes pour d'autres que les Shakers et leur « travail de fantaisie » (fancy work) était vendu par milliers. Les boîtes ont été fabriquées dans différentes formes et tailles, la forme ovale était la plus populaire. La fabrication de boîtes était le symbole majeur de la vie Shaker et l'une de leurs entreprises les plus productives. Des poignées à boucles ont été ajoutées à certaines variétés pour faciliter le transport d’articles plus légers tels que les œufs et le fil à coudre. De nombreuses fois les boîtes à poignées servaient à transporter des articles en provenance et à destination du marché. Certaines boîtes étaient livrées avec une seule poignée attachée sur le côté, servant de cuillère pour mesurer les produits. 
Les Shakers n'étaient pas les créateurs ou les inventeurs de ces boîtes en bois cintré, mais ils en affinaient le style et standardisaient la forme et la taille. Selon Jerry V. Grant, maître fabricant de boîtes et directeur des collections et de la recherche au Shaker Museum (Mount Lebanon) à Old Chatham, dans l'État de New York, les frères Shaker et bon nombre des membres de leurs communautés fabriquaient déjà des boîtes en bois à une échelle limitée au milieu du dix-huitième siècle. Ils ont commencé à fabriquer leurs boîtes à échelle industrielle, dans quelques-unes de leurs communautés, aux alentours de 1799. C'était à Canterbury, New Hampshire ; Alfred et Sabbathday Lake, Maine ; Union Village, Ohio ; et leur New Lebanon Shaker Village. Ils ont commencé à fabriquer des boîtes destinées au commerce extérieur à New Lebanon vers 1798-1799, soit un peu plus de 20 ans après leur arrivée à New York depuis l'Angleterre.

## Construction

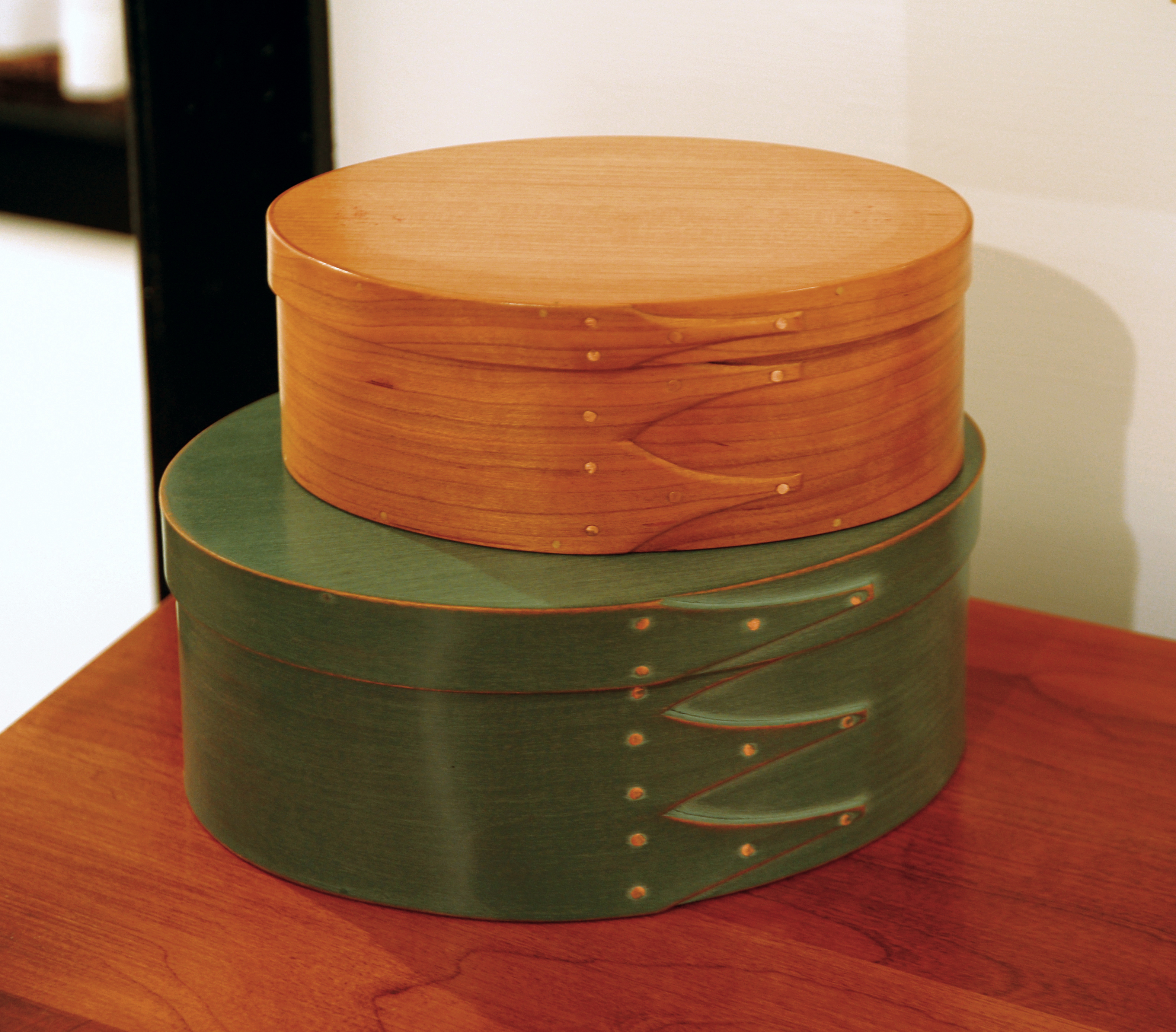
Boîtes de shaker montrant leurs caractéristiques distinctives "swallowtails"

Les boîtes ovales de shaker sont construites à l'aide de saillies en queue d'aronde sur la boîte pendant le processus de mise en forme. Ces saillies sont appelées fingers ou lappers. Les saillies en queue d'aronde ont été ajoutées à des fins pratiques dans la construction de la boîte, car elles permettaient au bois de se dilater et de se contracter sans se fendre lors des changements de température et d'humidité. La plupart des boîtes ont été fabriquées par les chefs religieux Shaker, les aînés. Cependant, la boîte ovale en bois courbé n’avait pas de signification religieuse particulière et était par ailleurs fabriquée en Europe plus d’un siècle avant même que les Shakers n’existent.
Le style particulier des « boîtes shaker » ovales impliquait certaines étapes technologiques d'assemblage. Les différentes parties avaient des gabarits et des attaches pour aider à la fabrication. Par exemple, les « queues d'aronde » allongées extérieures demandaient des gabarits pour tracer ses formes distinctes. Les bords étuvés à la vapeur étaient placés autour d’un gabarit appelé « follower » jusqu’à ce qu’ils soient sec, pour développer leur forme permanente. Des machines aidaient à la production en grosse quantité. En 1829, ils construisirent un nouvel atelier d'usinage où la machine était actionnée par une roue hydraulique de vingt mètres de diamètre. Ils étaient connus pour avoir acheté des machines nouvellement inventées qui aidaient à fabriquer certaines pièces de carton jusque-là créées à la main.
Les boîtes shaker étaient traditionnellement finies avec une peinture au lait à base de caséine de lait teintée de pigments de terre. La peinture au lait dure des centaines d'années lorsqu'elle est utilisée pour l'intérieur.

## Production

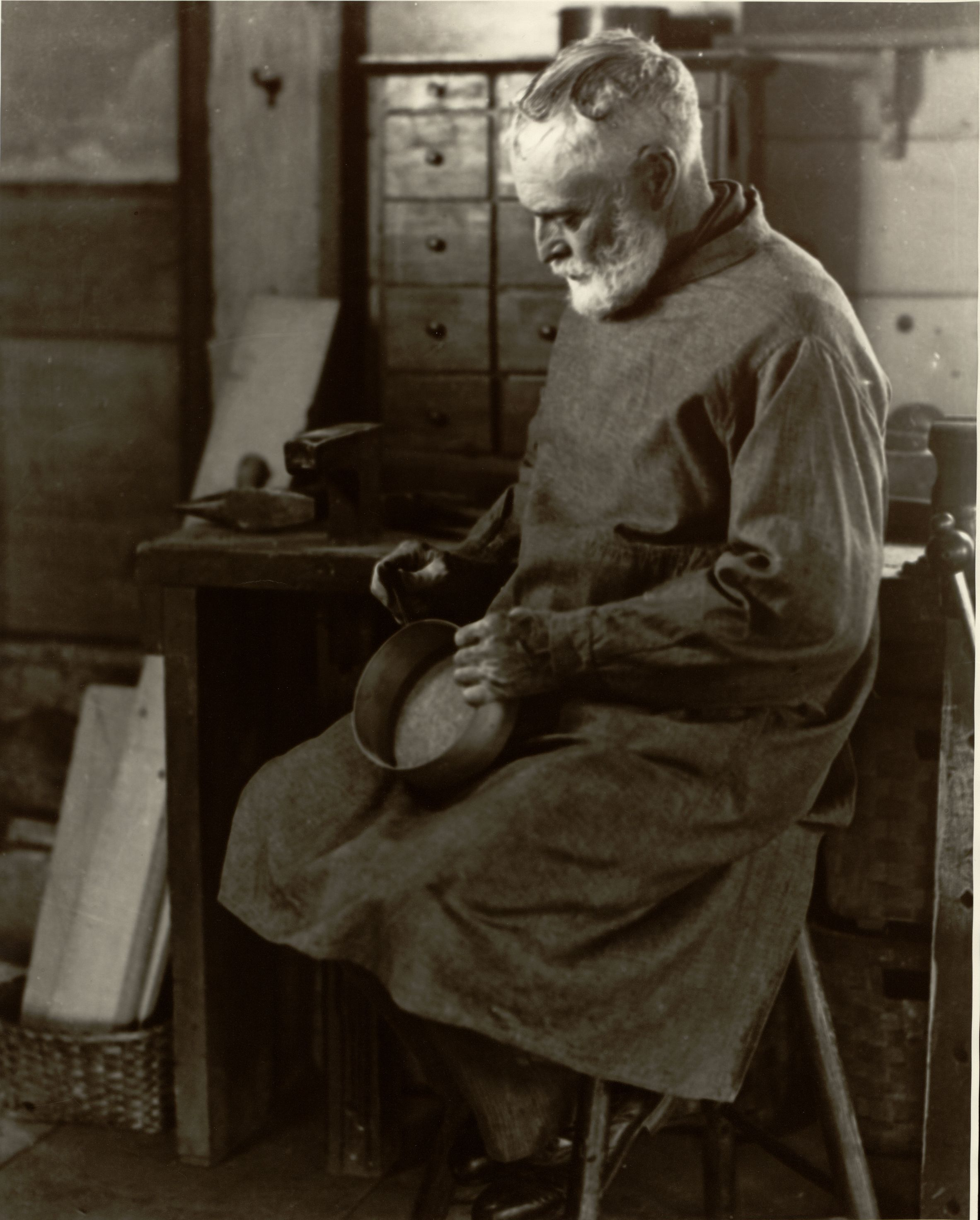
Frère Ricardo Belden fabriquant des boîtes ovales dans un atelier du Hancock Shaker Village, Massachusetts, en 1935

La production annuelle des boîtes shakers en 1830 était de 1308. Elle a augmenté chaque année jusqu'à leur année record de 1836, date à laquelle ils en ont produit 3 350. Il y eut une crise économique en 1837. A cette époque, des récipients bon marché en fer-blanc et en verre devinrent disponibles. Malgré ces difficultés, Mount Lebanon améliora ses machines et connut son « âge d'or » en produisant quelque 77 000 boîtes entre 1822 et 1865. Cependant, après la guerre civile américaine, la production retomba à quelques centaines.

### Utilisation et vente
Les boîtes ovales shaker étaient conçues pour contenir divers petits objets secs tels qu'épices, herbes, fils, boutons et pigments de peinture en poudre. Les Shaker Office Deacons ont tenu leurs comptes de vente annuels à partir de 1805. Les registres montrent que les boîtes ont été vendues la plupart du temps à l'unité, cependant quelques « sets » ont été vendus, constitués de boîtes graduées. Pendant de nombreuses années, les prix étaient indiqués en livres, en shillings et en pence. Par exemple, les plus petites boîtes étaient vendues pour un shilling deux pences et les plus grandes étaient à quatre shillings. Les « sets » étaient vendus à divers prix indiquant qu’ils ne constituaient pas une quantité standard de boîtes. Les registres ont commencé à utiliser le mot « oval » pour décrire les boîtes en 1814. Un encart publicitaire dans les catalogues de chaises Shaker du milieu des années 1870 donnait onze formats pour leurs «  Fancy Oval Covered Wooden Boxes ». Au milieu des années 1880, les sets de boîtes éliminent les deux plus grandes et les deux plus petites. Le « nest » était alors de sept.

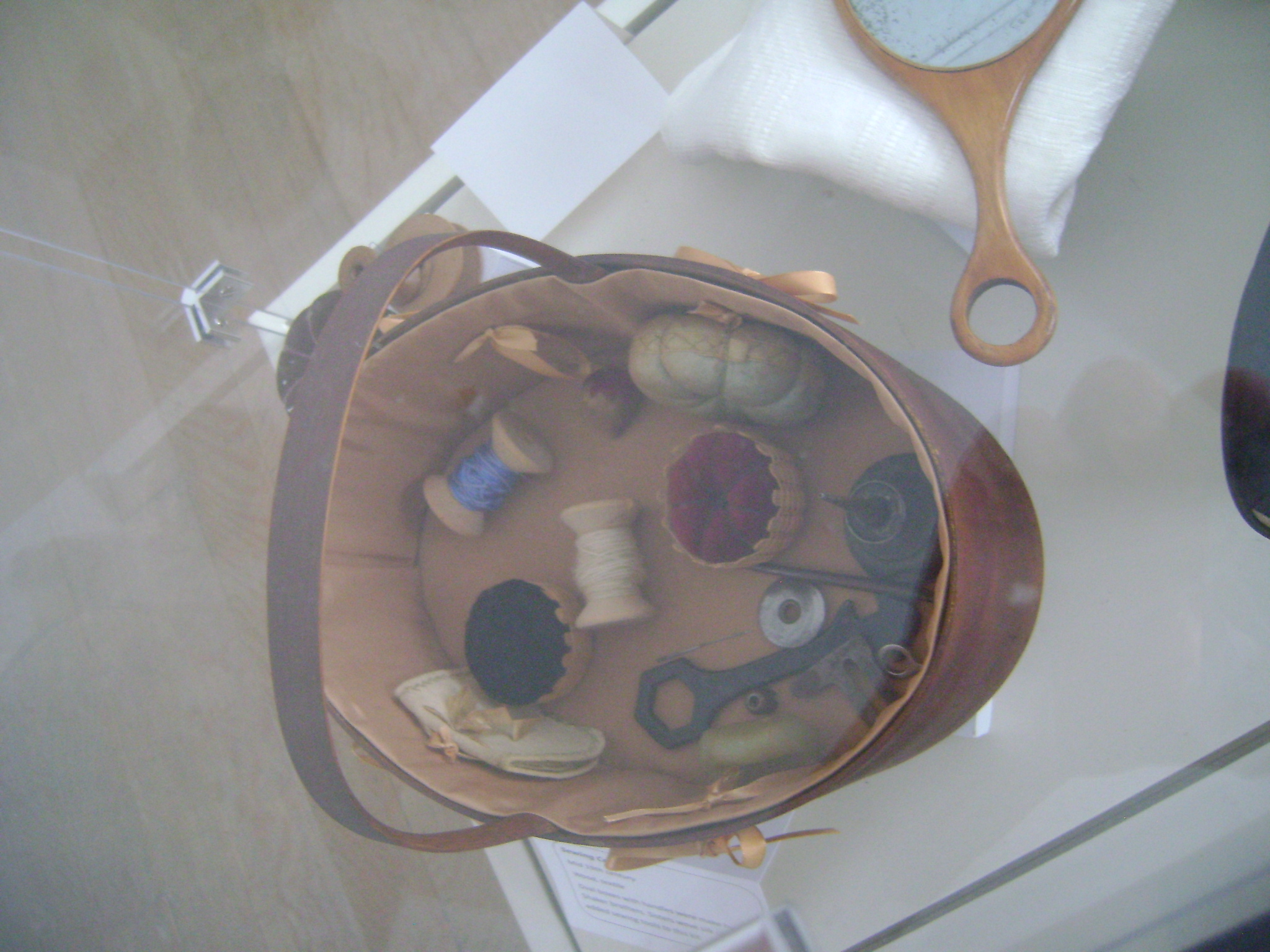
Boîte de couture shaker sans couvercle des années 1990 équipé d'une poignée de seau

### Les shakers cessent la production réelle
Mount Lebanon a délégué la fabrication des boîtes à des sous-traitants à partir de 1900. George Roberts, menuisier engagé chez les Shakers depuis 1916, a acheté tous les outils et machines de fabrication de cartons à Mount Lebanon en 1943 pour créer son propre commerce de boîtes, mettant ainsi fin à leur production par les Shakers à New Lebanon. Cela a mis fin au commerce des boîtes par les Shakers, à l’exception de quelques-unes encore fabriquées à Sabbathday Lake. À partir de 1994, Sabbathday Lake a commencé à fabriquer des « sewing carriers » - des boîtes Shaker doublées de tissu avec des accessoires de couture - pour répondre aux besoins de l'industrie du tourisme, activité qui se poursuit jusqu'au XXI. Ces boîtes Shaker uniques sans couvercle sont livrées avec une poignée de seau. Cette activité de relance de milliers de boîtes à couture a même été redistribuée aux Shakers de Mount Lebanon et à Alfred, dans le Maine,.
Le concept continue d'être scrupuleusement mis à l'honneur par les menuisiers modernes, conscients du processus difficile,,,,.

## Voir également
- Cintrage à la vapeur
- Joseph Wolfinger, fabricant de boîtes à fromage rondes en bois.
- Boîtes en bois cintré .